# Cantó de Poissy
El cantó de Poissy és un cantó francès del departament d'Yvelines, situat al districte de Saint-Germain-en-Laye. Creat amb la reorganització cantonal del 2015.

## Municipis
- Achères
- Carrières-sous-Poissy
- Poissy